# ジャック・ソレ

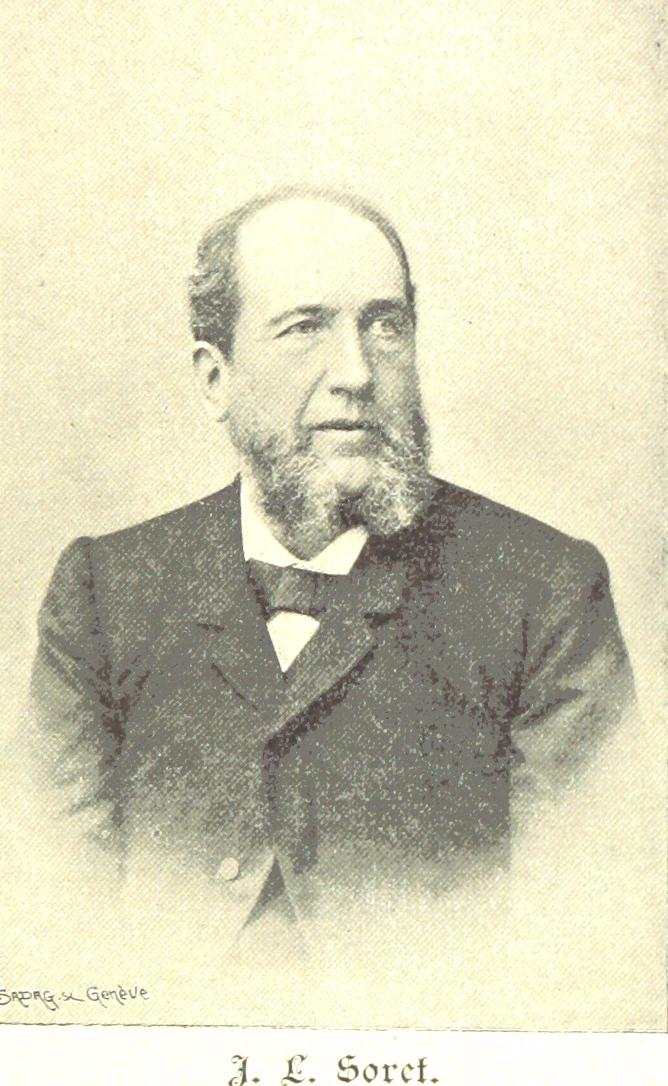
ジャック＝ルイ・ソレ

ジャック＝ルイ・ソレ (Jacques-Louis Soret、1827年6月30日 – 1890年3月13日) は スイス人の化学者である。ジュネーヴ生まれ。ジュネーヴ大学で1873年から化学、1876年からは医学物理学の教鞭を執った。
ソレは、1878年にマルク・ドラフォンテーヌと共に、分光測色法を用いてホルミウムを発見したことで知られる。なお、その翌年の1879年にペール・テオドール・クレーベも独自にホルミウムを発見している。
また、彼は1865年にオゾンが3個の酸素原子が相互に結合した分子構造を持つことを明らかとしており
、さらに、ヘモグロビンの強い吸収帯であるソーレー帯を発見し、その名を残している。
息子のシャルル・ソレも、物理学者および化学者として知られている。